# Romanian Open 1997 - Qualificazioni singolare
Le qualificazioni del singolare del Romanian Open 1997 sono state un torneo di tennis preliminare per accedere alla fase finale della manifestazione. I vincitori dell'ultimo turno sono entrati di diritto nel tabellone principale. In caso di ritiro di uno o più giocatori aventi diritto a questi sono subentrati i lucky loser, ossia i giocatori che hanno perso nell'ultimo turno ma che avevano una classifica più alta rispetto agli altri partecipanti che avevano comunque perso nel turno finale.
Le qualificazioni del torneo Romanian Open 1997 prevedevano 32 partecipanti di cui 4 sono entrati nel tabellone principale.

## Teste di serie
1. Fernando Vicente (Qualificato)
2. Francisco Roig (secondo turno)
3. Alberto Martín (Qualificato)
4. Marcello Craca (primo turno)

1. Oliver Gross (ultimo turno)
2. Bernd Karbacher (secondo turno)
3. Orlin Stanojčev (Qualificato)
4. Tomás Carbonell (ultimo turno)

## Qualificati
1. Fernando Vicente
2. Orlin Stanojčev

1. Alberto Martín
2. Tomas Behrend

## Tabellone

### Legenda
| - Q = Qualificato - WC = Wild card - LL = Lucky loser | - ALT = Alternate - SE = Special Exempt - PR = Protected Ranking | - w/o = Walkover - r = Ritirato - d = Squalificato |

### Sezione 1
|  | Primo turno        | Primo turno        | Primo turno        | Primo turno        | Primo turno |  |  | Secondo turno | Secondo turno      | Secondo turno    | Secondo turno   | Secondo turno   |   |   | Ultimo turno | Ultimo turno     | Ultimo turno     | Ultimo turno | Ultimo turno |  |
|  |                    |                    |                    |                    |             |  |  |               |                    |                  |                 |                 |   |   |              |                  |                  |              |              |  |
|  | 1                  | Fernando Vicente   | Fernando Vicente   | 6                  | 6           |  |  |               |                    |                  |                 |                 |   |   |              |                  |                  |              |              |  |
|  |                    | Roger Smith        | Roger Smith        | 1                  | 3           |  |  | 1             | Fernando Vicente   | Fernando Vicente | 6               | 6               |   |   |              |                  |                  |              |              |  |
|  | Marius Raicea      | Marius Raicea      | Marius Raicea      | 6                  | 6           |  |  |               | Marius Raicea      | Marius Raicea    | 1               | 0               |   |   |              |                  |                  |              |              |  |
|  | Eusebiu Oprea      | Eusebiu Oprea      | Eusebiu Oprea      | 1                  | 2           |  |  |               |                    |                  |                 |                 |   |   | 1            | Fernando Vicente | Fernando Vicente | 7            | 6            |  |
|  | Constantin Obretin | Constantin Obretin | Constantin Obretin | Constantin Obretin | W-O         |  |  |               |                    | 8                | Tomás Carbonell | Tomás Carbonell | 5 | 3 |              |                  |                  |              |              |  |
|  | Răzvan Sabău       | Răzvan Sabău       | Răzvan Sabău       | Răzvan Sabău       |             |  |  |               | Constantin Obretin | 6                | 1               | 3               |   |   |              |                  |                  |              |              |  |
|  | 8                  | Tomás Carbonell    | Tomás Carbonell    | 6                  | 6           |  |  | 8             | Tomás Carbonell    | 4                | 6               | 6               |   |   |              |                  |                  |              |              |  |
|  |                    | Razvan Verone      | Razvan Verone      | 4                  | 1           |  |  |               |                    |                  |                 |                 |   |   |              |                  |                  |              |              |  |

### Sezione 2
|  | Primo turno        | Primo turno        | Primo turno        | Primo turno | Primo turno |  |  | Secondo turno | Secondo turno      | Secondo turno      | Secondo turno   | Secondo turno |   |   | Ultimo turno | Ultimo turno       | Ultimo turno | Ultimo turno | Ultimo turno |  |
|  |                    |                    |                    |             |             |  |  |               |                    |                    |                 |               |   |   |              |                    |              |              |              |  |
|  | 2                  | Francisco Roig     | 3                  | 7           | 6           |  |  |               |                    |                    |                 |               |   |   |              |                    |              |              |              |  |
|  |                    | Remus Farcas       | 6                  | 5           | 2           |  |  | 2             | Francisco Roig     | Francisco Roig     | 6               | 1             |   |   |              |                    |              |              |              |  |
|  | Hendrik Jan Davids | Hendrik Jan Davids | Hendrik Jan Davids | 7           | 6           |  |  |               | Hendrik Jan Davids | Hendrik Jan Davids | 7               | 6             |   |   |              |                    |              |              |              |  |
|  | Marius Calugaru    | Marius Calugaru    | Marius Calugaru    | 5           | 3           |  |  |               |                    |                    |                 |               |   |   |              | Hendrik Jan Davids | 6            | 4            | 4            |  |
|  | Libor Němeček      | Libor Němeček      | Libor Němeček      | 6           | 6           |  |  |               |                    | 7                  | Orlin Stanojčev | 4             | 6 | 6 |              |                    |              |              |              |  |
|  | Donald Johnson     | Donald Johnson     | Donald Johnson     | 1           | 1           |  |  |               | Libor Němeček      | 6                  | 2               | 2             |   |   |              |                    |              |              |              |  |
|  | 7                  | Orlin Stanojčev    | Orlin Stanojčev    | 6           | 6           |  |  | 7             | Orlin Stanojčev    | 4                  | 6               | 6             |   |   |              |                    |              |              |              |  |
|  |                    | Robert Niță        | Robert Niță        | 0           | 1           |  |  |               |                    |                    |                 |               |   |   |              |                    |              |              |              |  |

### Sezione 3
|  | Primo turno     | Primo turno     | Primo turno    | Primo turno    | Primo turno |  |  | Secondo turno | Secondo turno   | Secondo turno  | Secondo turno | Secondo turno |   |   | Ultimo turno | Ultimo turno   | Ultimo turno | Ultimo turno | Ultimo turno |  |
|  |                 |                 |                |                |             |  |  |               |                 |                |               |               |   |   |              |                |              |              |              |  |
|  | 3               | Alberto Martín  | Alberto Martín | 6              | 7           |  |  |               |                 |                |               |               |   |   |              |                |              |              |              |  |
|  |                 | David Miketa    | David Miketa   | 3              | 5           |  |  | 3             | Alberto Martín  | Alberto Martín | 6             | 6             |   |   |              |                |              |              |              |  |
|  | Sándor Noszály  | Sándor Noszály  | Sándor Noszály | Sándor Noszály | W-O         |  |  |               | Sándor Noszály  | Sándor Noszály | 1             | 3             |   |   |              |                |              |              |              |  |
|  | Razvan Iliescu  | Razvan Iliescu  | Razvan Iliescu | Razvan Iliescu |             |  |  |               |                 |                |               |               |   |   | 3            | Alberto Martín | 4            | 6            | 7            |  |
|  | Franz Stauder   | Franz Stauder   | 7              | 4              | 7           |  |  |               |                 |                | Franz Stauder | 6             | 1 | 5 |              |                |              |              |              |  |
|  | Michael Geserer | Michael Geserer | 6              | 6              | 5           |  |  |               | Franz Stauder   | 4              | 6             | 6             |   |   |              |                |              |              |              |  |
|  | 6               | Bernd Karbacher | 2              | 6              | 6           |  |  | 6             | Bernd Karbacher | 6              | 4             | 3             |   |   |              |                |              |              |              |  |
|  |                 | Christian Vinck | 6              | 3              | 4           |  |  |               |                 |                |               |               |   |   |              |                |              |              |              |  |

### Sezione 4
|  | Primo turno     | Primo turno     | Primo turno     | Primo turno | Primo turno |  |  | Secondo turno | Secondo turno   | Secondo turno   | Secondo turno | Secondo turno |   |   | Ultimo turno | Ultimo turno  | Ultimo turno  | Ultimo turno | Ultimo turno |  |
|  |                 |                 |                 |             |             |  |  |               |                 |                 |               |               |   |   |              |               |               |              |              |  |
|  |                 | Tomas Behrend   | Tomas Behrend   | 7           | 6           |  |  |               |                 |                 |               |               |   |   |              |               |               |              |              |  |
|  | 4               | Marcello Craca  | Marcello Craca  | 6           | 3           |  |  | Tomas Behrend | Tomas Behrend   | 2               | 7             | 7             |   |   |              |               |               |              |              |  |
|  | Wayne Arthurs   | Wayne Arthurs   | 7               | 2           | 6           |  |  | Wayne Arthurs | Wayne Arthurs   | 6               | 6             | 6             |   |   |              |               |               |              |              |  |
|  | George Cosac    | George Cosac    | 6               | 6           | 3           |  |  |               |                 |                 |               |               |   |   |              | Tomas Behrend | Tomas Behrend | 6            | 6            |  |
|  | Gabriel Cruciat | Gabriel Cruciat | Gabriel Cruciat | 7           | 6           |  |  |               |                 | 5               | Oliver Gross  | Oliver Gross  | 4 | 3 |              |               |               |              |              |  |
|  | Daniel Dolbea   | Daniel Dolbea   | Daniel Dolbea   | 6           | 2           |  |  |               | Gabriel Cruciat | Gabriel Cruciat | 1             | 0             |   |   |              |               |               |              |              |  |
|  | 5               | Oliver Gross    | Oliver Gross    | 6           | 6           |  |  | 5             | Oliver Gross    | Oliver Gross    | 6             | 6             |   |   |              |               |               |              |              |  |
|  |                 | Stefan Suta     | Stefan Suta     | 0           | 1           |  |  |               |                 |                 |               |               |   |   |              |               |               |              |              |  |